# Select (Album)
Select (deutsch: „auswählen“ oder „wähle aus“) ist das zweite Studioalbum der britischen Sängerin Kim Wilde. Es wurde im Mai 1982 bei RAK Records veröffentlicht.

## Hintergrund
Select folgte auf das erfolgreiche Debüt Kim Wilde, allerdings zeigte bereits die sechs Monate vor dem Album veröffentlichte erste Single Cambodia eine Veränderung im Sound, der deutlich mehr in die Richtung des Synthiepop tendierte. Die Songs wurden erneut von Marty und Ricky Wilde geschrieben und von letzterem produziert. Textlich knüpfte Select an das erste Album an; View from a Bridge etwa handelt von Suizid, mit Ego wurde das Gegenteil eines Liebeslieds aufgenommen. Der Song Can You Come Over wurde im Haus der Familie Wilde aufgenommen. Gered Mankowitz fotografierte Kim Wilde für das Cover.
Im Vereinigten Königreich erreichte das Album in den Charts Platz 19, in den Vereinigten Staaten konnte es sich nicht platzieren. In Österreich erreichte Select Platz 20 und in Deutschland Platz vier der Albumcharts. In den Niederlanden kam das Album auf Platz eins und in Schweden auf Platz zwei der dortigen Hitliste.

## Titelliste
Alle Stücke wurden von Ricky Wilde und Marty Wilde geschrieben, außer wo angegeben.
Seite eins
1. Ego – 4:11
2. Words Fell Down – 3:31
3. Action City – 3:25
4. View from a Bridge – 3:32
5. Just a Feeling – 4:12

Seite zwei
1. Chaos at the Airport – 3:20
2. Take Me Tonight – 3:56
3. Can You Come Over – 3:35
4. Wendy Sadd – 3:49
5. Cambodia + Reprise – 7:13

Bonustitel (Remastered Edition 2009, CD)
1. Watching for Shapes (Cambodia, B-Seite) – 3:42
2. Cambodia (Single Version) – 3:57
3. Child Come Away – 4:05
4. Just Another Guy (Child Come Away, B-Seite) – 3:19
5. Bitter Is Better (Masami Tsuchiya, Bill Crunchfield) – 3:43

Titelliste (Deluxe Edition 2020)
CD 1
1. Ego
2. Words Fell Down
3. Action City
4. View from a Bridge
5. Just a Feeling
6. Chaos at the Airport
7. Take Me Tonight
8. Can You Come Over
9. Wendy Sadd
10. Cambodia
11. Reprise
12. Child Come Away
13. Bitter Is Better
14. He Will Be There
15. Watching for Shapes
16. Just Another Guy
17. Bitter Is Better (Instrumental)

CD 2
1. Ego (Rough Mix)
2. Words Fell Down (Original Mix)
3. Action City (Instrumental Demo)
4. Just a Feeling (Rough Mix)
5. Chaos at the Airport (Rough Mix)
6. Take Me Tonight (Original Mix)
7. Cambodia (Matt Pop Extended Version)
8. View from a Bridge (Luke Mornay Remix)
9. Child Come Away (Matt Pop Remix)
10. Cambodia (Luke Mornay Urbantronik Mix)
11. View from a Bridge (Raw Remix)
12. Child Come Away (Matt Pop Instrumental)
13. Cambodia (Matt Pop Instrumental)
14. View from a Bridge (Luke Mornay Instrumental)
15. Cambodi (Luke Mornay Urbantronik Instrumental)

DVD
The Videos
1. Cambodia
2. View from a Bridge
3. Child Come Away

Kim at the BBC
1. Cambodia (On Top of the Pops)
2. View from a Bridge (On Top of the Pops)
3. View from a Bridge (On Nationwide Special: The British Rock & Pop Wards)

## Kommerzieller Erfolg

### Chartplatzierungen
| ChartsChartplatzierungen     | Höchstplatzierung | Wochen |
| ---------------------------- | ----------------- | ------ |
| Deutschland (GfK)            | 4 (19 Wo.)        | 19     |
| Österreich (Ö3)              | 20 (2 Wo.)        | 2      |
| Vereinigtes Königreich (OCC) | 19 (11 Wo.)       | 11     |

### Auszeichnungen für Musikverkäufe
| Land/Region                  | Auszeichnungen für Musikverkäufe (Land/Region, Auszeichnung, Verkäufe) | Verkäufe |
| ---------------------------- | ---------------------------------------------------------------------- | -------- |
| Frankreich (SNEP)            | Gold                                                                   | 100.000  |
| Vereinigtes Königreich (BPI) | Silber                                                                 | 60.000   |
| Insgesamt                    | 1× Silber · 1× Gold ·                                                  | 160.000  |